# جنایت در کاتمونت
جنایت در کاتمونت (لهستانی: Morderstwo w Catamount؛ ‏انگلیسی: The Catamount Killing) یک فیلم درام آلمانی-آمریکایی به کارگردانی کشیشتف زانوسی است که در سال ۱۹۷۴ منتشر شد.

## گزیدهٔ بازیگران
- هورست بوخهولتس
- آن وج‌ورث
- الکساندر باردینی
- پالی هالیدی